# Faganeli
Faganeli je priimek v Sloveniji, ki ga je po podatkih Statističnega urada Republike Slovenije na dan 1. januarja 2010 uporabljalo 33 oseb in je med vsemi priimki po pogostosti uporabe uvrščen na 9.793. mesto.

## Znani nosilci priimka
- Alenka Faganeli, knjižničarka, prejemnica Čopove diplome leta 1967
- Jadran Faganeli (*1950), kemik
- Jana Faganeli Pucer, informatičarka
- Marija Faganeli Greif (1925 -), andragoginja